# Catlodge
Catlodge (Schots-Gaelisch: Caitleag) is een dorp in de Schotse lieutenancy Inverness in het raadsgebied Highland in de buurt van Newtonmore.